# Kanton Uzerche
Kanton Uzerche (francouzsky Canton d'Uzerche) je francouzský kanton v departementu Corrèze v regionu Limousin. Tvoří ho devět obcí.

## Obce kantonu
- Condat-sur-Ganaveix
- Espartignac
- Eyburie
- Lamongerie
- Masseret
- Meilhards
- Saint-Ybard
- Salon-la-Tour
- Uzerche